# Equinox (cheval)
Pour les articles homonymes, voir Equinox (homonymie).
Equinox (en japonais : イクイノックス),  né le 23 mars 2019, est un cheval de course japonais, élu cheval de l'année au Japon en 2022 et en 2023, et membre du Hall of Fame des courses japonaises.

## Carrière de courses

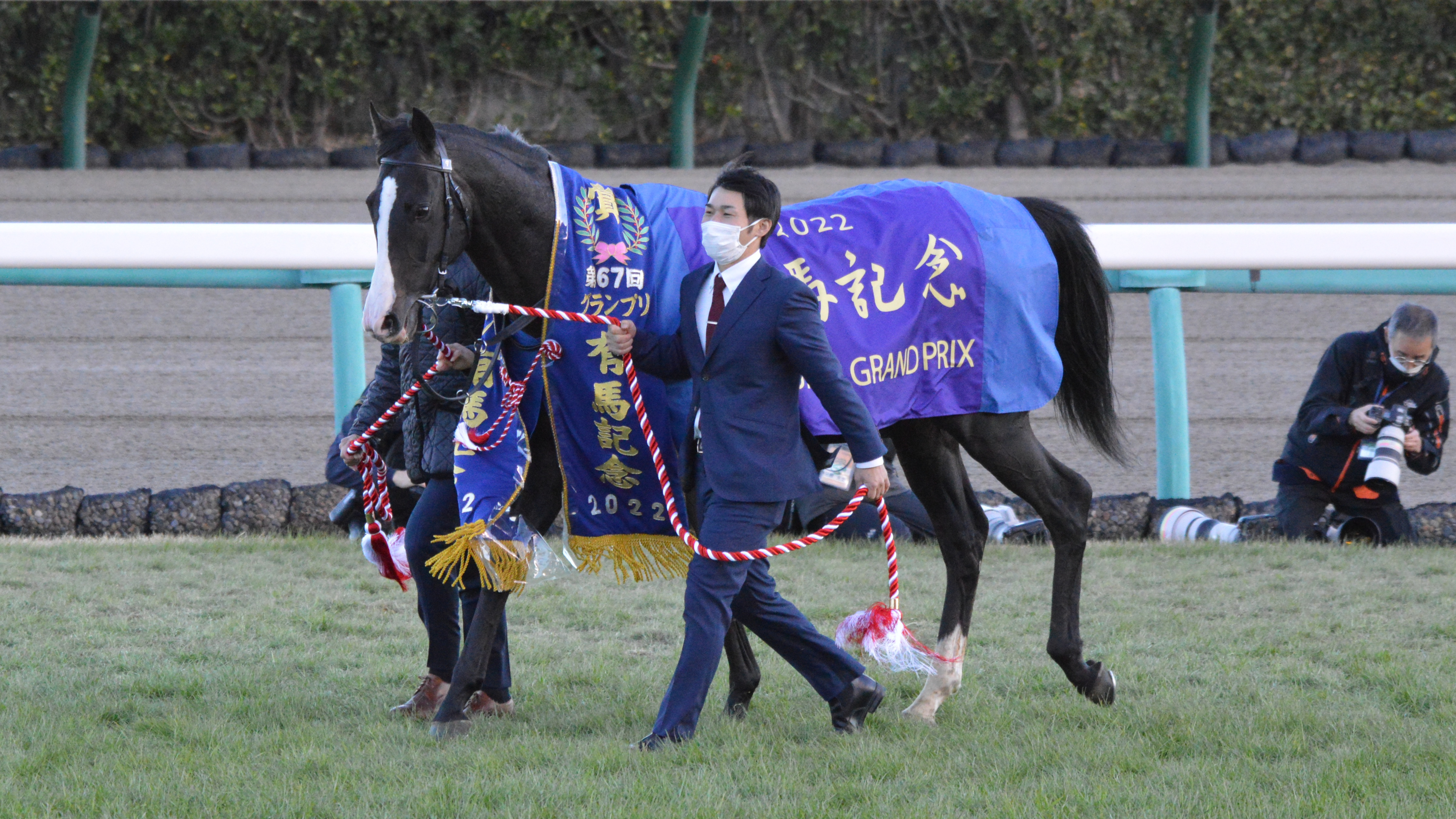
Equinox après l'Arima Kinen 2022.

Equinox débute à l'été de ses deux ans par une victoire aisée sur l'hippodrome de Niigata, monté par celui qui deviendra son unique partenaire, Christophe Lemaire, jockey français installé au Japon. Malgré ces bons débuts, il faudra attendre presque trois mois pour revoir le duo à l’œuvre, et on n'est pas déçu : le poulain confirme son potentiel en survolant un groupe 2, les Hai Nisai Stakes, une course où l'on retrouve souvent les protagonistes du printemps classique suivant. 
À 3 ans, Equinox revient à la compétition directement dans le Satsuki Sho (les 2000 Guinées japonaises). S'élançant tout en dehors (il a le 18 à la corde, sur 18 partants), il connaît pour la première fois le goût de la défaite, s'intercalant entre son compagnon d'entraînement Geoglyph et Do Deuce, le champion des 2 ans l'année précédente. Le mois suivant, le sort s'acharne sur lui dans le Derby, puisqu'il hérite une nouvelle fois du cauchemardesque numéro 18 à la corde. Et s'il doit de nouveau s'avouer vaincu, il crève encore l'écran en terminant le plus vite pour échouer à une encolure de Do Deuce. Le chrono ahurissant : 2'21"90 sur 2 400 mètres, record de la course pulvérisé. Après ces deux courses éprouvantes, Equinox fait l'impasse sur le Kikuka Sho, troisième manche de la Triple Couronne japonaise, dans laquelle s'illustre Ask Victor More, le troisième du Derby.

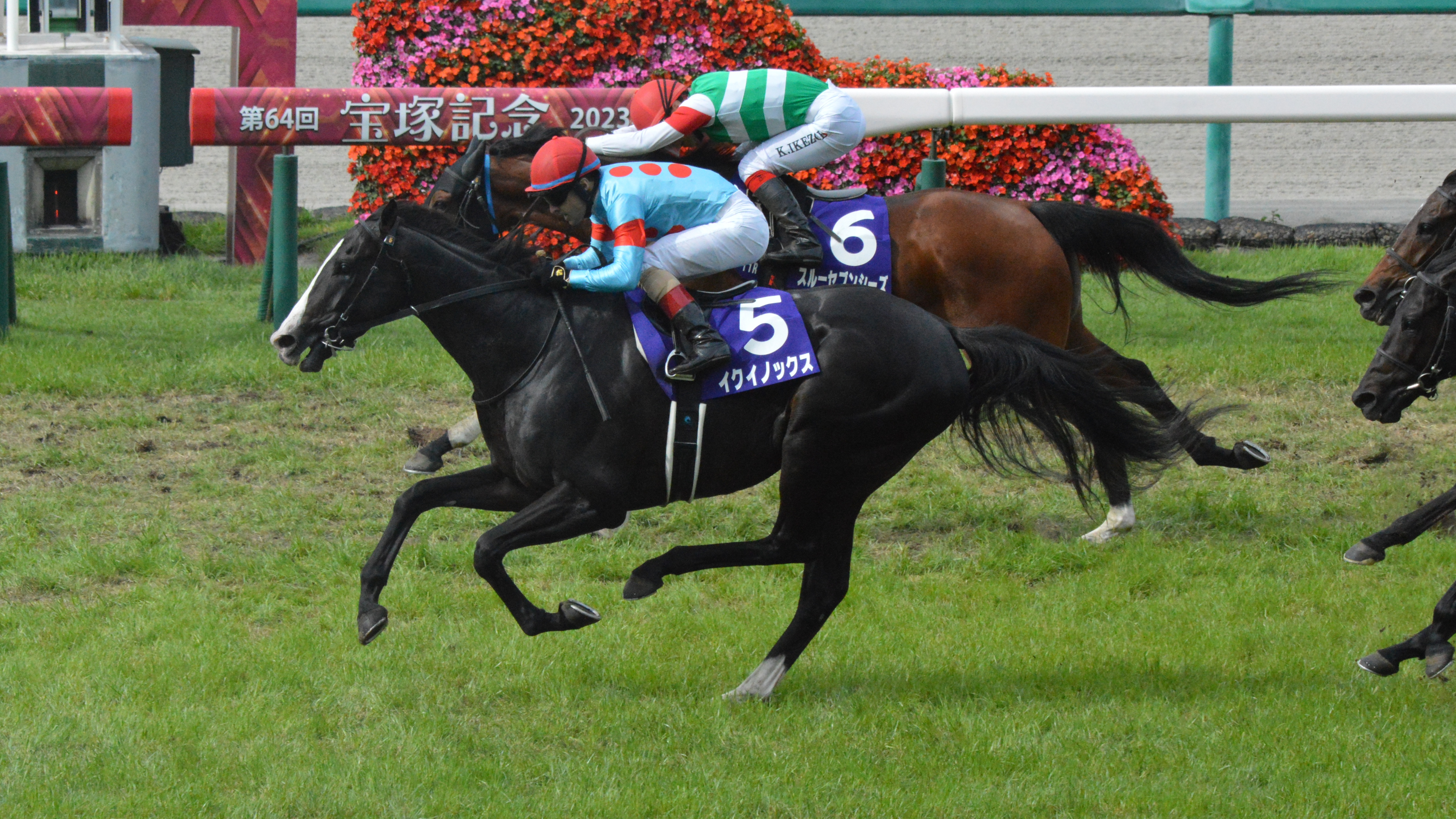
Victoire dans le Takarazuka Kinen

À l'automne, tandis que Do Deuce a échoué en France dans sa quête du Prix de l'Arc de Triomphe, Equinox trouve enfin la consécration dans le Tenno Sho, dans lequel il finit en trombe et devance Panthalassa, le vainqueur en début de saison du Dubaï Turf. Son entourage choisit de terminer sa saison dans l'Arima Kinen, en décembre, la course la plus populaire au Japon. Favori, il réalise une nouvelle démonstration et s'impose comme le meilleur cheval japonais du moment, toutes générations confondues. La FIAH le reconnaît en lui attribuant un rating de 126, ce qui fait de lui le meilleur 3 ans du monde. Il est naturellement élu cheval de l'année au Japon.
En 2023, Equinox se rend pour la première fois à l'étranger, à Meydan, pour la grande réunion dans le Dubaï World Cup. Semblant encore avoir progressé et changeant de stratégie (il mène la course, lui qui avait pour habitude d'attendre), le magnifique cheval à la robe noire ébène laisse une formidable impression dans le Dubai Sheema Classic, qu'il remporte de toute une classe, terminant loin devant le rentrant irlandais Westover (lauréat de l'Irish Derby 2022 et futur deuxième du Prix de l'Arc de Triomphe 2023) tout en étant ralenti par Christophe Lemaire. Le nouveau record de la piste qu'il établit (2'25"65) ajoute encore du lustre à sa victoire, et le voilà propulsé non seulement en tête des ratings internationaux avec un 129, mais aussi favori du prochain Prix de l'Arc de Triomphe – à condition qu'il le coure, et la publication des premiers engagements, en mai, ne comporte pas son nom, refroidit les enthousiasmes. 

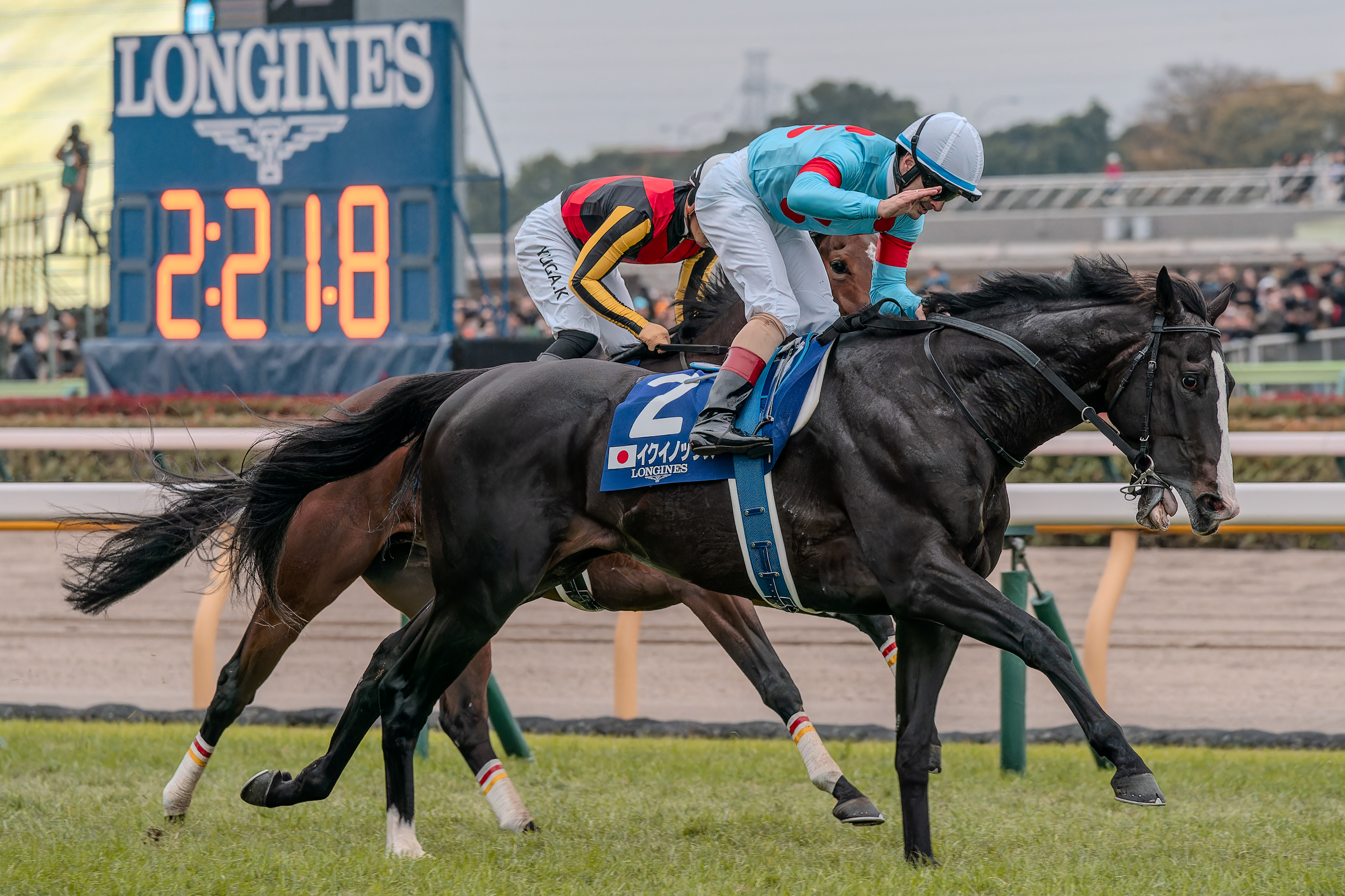
Victoire dans la Japan Cup

Equinox fait son retour à la compétition fin juin dans le Takarazuka Kinen. Il y connait un parcours compliqué, Christophe Lemaire étant obligé de reprendre après le départ et de laisser glisser son partenaire en queue de peloton. Il vire au dernier tournant en huitième épaisseur, mais passe en revue tout le peloton avec une classe époustouflante et contient d'une encolure l'attaque de Through Seven Seas, candidate déclarée, elle, au Prix de l'Arc de Triomphe. Après la trêve estivale, Equinox réapparaît dans le Tenno Sho d'automne où il prouve encore une fois, s'il lui restait encore à le prouver, qu'il est bien le meilleur cheval du monde. Bénéficiant cette fois d'un parcours sur mesure, il prend l'avantage à mi-ligne droit et s'impose dans un fauteuil. On se frotte les yeux en découvrant le chrono : 1'55"20, un temps ahurissant et un nouveau record du monde sur 2 000 m.   
En fin d'année, il reste à Equinox à vaincre dans la plus célèbre des courses japonaises, la Japan Cup. L'opposition étrangère n'est guère intimidante en l'absence du 3 ans français Ace Impact, brillant vainqueur du Prix de l'Arc de Triomphe et seul cheval qui, théoriquement, pourrait lui contester son leadership mondial. Un instant évoquée, sa participation à la Japan Cup n'aura été qu'une chimère et il a été prudemment orienté vers le haras. Mais, comme de coutume désormais dans cette course qui semble devenue inaccessible aux chevaux étrangers, l'opposition vient de l'intérieur et surtout d'une pouliche surdouée, Liberty Island, devenue la septième lauréate de la Triple couronne des pouliches, qu'elle a survolée. D'autres vieux briscards de talent sont là aussi, Do Deuce, qui l'avait battu dans le Derby, Vela Azul le tenant du titre, Panthalassa, Titleholder et compagnie. Mais tous s'inclinent devant l'empereur qui, après être allé chercher Panthalassa qui avait pris la poudre d'escampette, s'envole dans la ligne droit et laisse Liberty Island à 4 longueurs. Cette performance lui vaut un rating canon chez Timeform, à 136, le meilleur jamais décerné à un cheval japonais, à égalité avec El Condor Pasa. La FIAH lui décerne elle aussi un rating historique, 135, le meilleur jamais accordé à un cheval japonais. Dans la foulée, une offre supérieure à 100 millions de dollars en provenance des États-Unis est repoussée par les propriétaires du champion. Quelques jours plus tard, ceux-ci annoncent que la carrière d'Equinox est terminée. Le champion fait une ultime apparition publique le 15 décembre lors de la traditionnelle cérémonie d'adieux à laquelle ont droits les champions japonais. 10 000 personnes viennent l'applaudir à l'hippodrome de Nakayama. En 2025, il est élu au Hall of Fame des courses japonaises.         

### Résumé de carrière
| Date        | Hippodrome  | Pays        | Course               | Statut      | Distance    | Jockey      | Place       | Écart       | Vainqueur ou deuxième |
| 2021, 2 ans | 2021, 2 ans | 2021, 2 ans | 2021, 2 ans          | 2021, 2 ans | 2021, 2 ans | 2021, 2 ans | 2021, 2 ans | 2021, 2 ans | 2021, 2 ans           |
| ----------- | ----------- | ----------- | -------------------- | ----------- | ----------- | ----------- | ----------- | ----------- | --------------------- |
| 28 août     | Niigata     | Japon       | Inédits              |             | 1 800 m     | C. Lemaire  | 1er / 15    | –           | Men At Work           |
| 20 novembre | Tokyo       | Japon       | Hai Nisai Stakes     | Gr. 2       | 1 800 m     | C. Lemaire  | 1er / 12    | 2 ½         | Asahi                 |
| 2022, 3 ans |             |             |                      |             |             |             |             |             |                       |
| 17 avril    | Nakayama    | Japon       | Satsuki Sho          | Gr. 1       | 2 000 m     | C. Lemaire  | 2e / 18     | 1           | Geoglyph              |
| 29 mai      | Tokyo       | Japon       | Tokyo Yushun (Derby) | Gr. 1       | 2 400 m     | C. Lemaire  | 2e / 18     | enc.        | Do Deuce              |
| 30 octobre  | Tokyo       | Japon       | Tenno Sho (Automne)  | Gr. 1       | 2 000 m     | C. Lemaire  | 1er / 15    | 1           | Panthalassa           |
| 25 décembre | Nakayama    | Japon       | Arima Kinen          | Gr. 1       | 2 500 m     | C. Lemaire  | 1er / 16    | 2 ½         | Boldog Hos            |
| 2023, 4 ans |             |             |                      |             |             |             |             |             |                       |
| 25 mars     | Meydan      | Dubaï       | Dubai Sheema Classic | Gr. 1       | 2 400 m     | C. Lemaire  | 1er / 10    | 3 ½         | Westover              |
| 25 juin     | Hanshin     | Japon       | Takarazuka Kinen     | Gr. 1       | 2 200 m     | C. Lemaire  | 1er / 17    | enc.        | Through Seven Seas    |
| 29 octobre  | Tokyo       | Japon       | Tenno Sho (Automne)  | Gr. 1       | 2 000 m     | C. Lemaire  | 1er / 11    | 2 ½         | Justin Palace         |
| 26 novembre | Tokyo       | Japon       | Japan Cup            | Gr. 1       | 2 400 m     | C. Lemaire  | 1er / 18    | 4           | Liberty Island        |

## Au haras
Equinox rejoint son père Kitasan Black à Shadai Farm, où il est proposé à 20 millions de yens la saillie en 2024, soit environ 130 000 €, ce qui fait de lui l'étalon japonais le plus cher, à égalité avec Kitasan Black. À son carnet de bal, pour sa première saison de monte, figure la grande Almond Eye. 

## Origines
Equinox ressort de la première génération de produits du champion Kitasan Black, élu deux fois cheval de l'année (2016 et 2017) et membre du Hall of Fame des courses japonaises, qui avait commencé la monte à 5 millions de yens la saillie (environ 35 000 €), avant de voir son tarif multiplié par quatre. Château Blanche, sa mère, est lauréate au niveau groupe 3 au Japon, et revendique un autre vainqueur à ce niveau, Weiss Meteor (par King Kamehameha). Il s'agit d'une famille d'origine française, puisque la quatrième mère, Blanche Reine a été élevée par Alec Head. Avant d'être acquise pour $ 410 000 à Keeneland et envoyée au Japon, cette sœur de Bellypha (un fils de Lyphard vainqueur de plusieurs groupe 3 et dauphin d'Irish River dans le Prix Jacques Le Marois) et Bellman (un fils de Riverman lauréat du Prix Eugène Adam) avait donné le bon Balleroy (par Kaldoun), qui allait remporter le Prix de Guiche (Gr.3) et finir deuxième du Prix Jean Prat.   

### Pedigree
| Origines de Equinox (JPN), mâle né en 2019 | Origines de Equinox (JPN), mâle né en 2019 | Origines de Equinox (JPN), mâle né en 2019 | Origines de Equinox (JPN), mâle né en 2019 |
| ------------------------------------------ | ------------------------------------------ | ------------------------------------------ | ------------------------------------------ |
| Père Kitasan Black                         | Black Tide                                 | Sunday Silence                             | Halo                                       |
| Père Kitasan Black                         | Black Tide                                 | Sunday Silence                             | Wishing Well                               |
| Père Kitasan Black                         | Black Tide                                 | Wind In The Hair                           | Alzao                                      |
| Père Kitasan Black                         | Black Tide                                 | Wind In The Hair                           | Burghclere                                 |
| Père Kitasan Black                         | Sugar Heart                                | Sakura Bakushin O                          | Sakura Yutaka O                            |
| Père Kitasan Black                         | Sugar Heart                                | Sakura Bakushin O                          | Sakura Hagoromo                            |
| Père Kitasan Black                         | Sugar Heart                                | Otome Gokoro                               | Judge Angelucci                            |
| Père Kitasan Black                         | Sugar Heart                                | Otome Gokoro                               | Tizly                                      |
| Mère Château Blanche                       | King Halo                                  | Dancing Brave                              | Lyphard                                    |
| Mère Château Blanche                       | King Halo                                  | Dancing Brave                              | Navajo Princess                            |
| Mère Château Blanche                       | King Halo                                  | Goodbye Halo                               | Halo                                       |
| Mère Château Blanche                       | King Halo                                  | Goodbye Halo                               | Pound Foolish                              |
| Mère Château Blanche                       | Blancherie                                 | Tony Bin                                   | Kampala                                    |
| Mère Château Blanche                       | Blancherie                                 | Tony Bin                                   | Severn Bridge                              |
| Mère Château Blanche                       | Blancherie                                 | Maison Blanche                             | Alleged                                    |
| Mère Château Blanche                       | Blancherie                                 | Maison Blanche                             | Blanche Reine (famille 16-b)               |